# Gregory Hines
Gregory Oliver Hines (New York, 14 febbraio 1946 – Los Angeles, 9 agosto 2003) è stato un ballerino, attore e cantante statunitense, vincitore di un Tony Award nel 1992 come Miglior attore in un musical per Jelly's Last Jam.
Considerato da molti come uno dei più grandi ballerini di tip-tap dell'epoca moderna, è stato candidato a 4 Premi Emmy ed era considerato il successore di Sammy Davis Jr.

## Biografia
Nato a New York, venne indirizzato, col fratello Maurice, verso il ballo e la coreografia dai genitori: studiarono con il grande coreografo Henry LeTang. Molto giovani, si fecero già un nome nell'ambiente con il nome "The Hines Kids" e successivamente come "The Hines Brothers". Quando anche il padre, Maurice Hines Sr. si unì a loro, nel 1963 cambiarono nuovamente il nome in "Hines, Hines, and Dad". A partire dal 1981 comparve in numerosi film e serie televisive: tra gli altri Cotton Club, Il sole a mezzanotte, Una perfetta coppia di svitati, Saigon, Mezzo professore tra i marines e Donne - Waiting to Exhale.
Nel 1990 fu uno degli artisti, tra i quali Frank Sinatra, Dean Martin, Whitney Houston e Michael Jackson, che si esibirono durante lo spettacolo per i 60 anni di carriera di Sammy Davis Jr. eseguendo un numero danzante, inizialmente da solo e poi in coppia con lo stesso Sammy Davis Jr. Nel 1992 partecipò al musical Jelly's Last Jam (dall'opera di George C. Wolfe, per le coreografie di Hope Clarke), che gli fa vincere un Tony Award per la sua interpretazione del protagonista Morton: lo spettacolo resta in scena a Broadway per ben 569 rappresentazioni di seguito.
Ha interpretato il personaggio di Ben Doucette nella sit-com Will & Grace, dove, nella puntata 2x21, si esibisce in un breve saggio di tiptap. In televisione partecipò anche a una propria serie nel 1997 chiamata The Gregory Hines Show.
È morto di cancro al fegato all'età di 57 anni a Los Angeles, in California.

## Filmografia parziale

### Cinema
- Wolfen, la belva immortale (Wolfen), regia di Michael Wadleigh (1981)
- La pazza storia del mondo (History of the World: Part I), regia di Mel Brooks (1981)
- L'affare del secolo (Deal of the Century), regia di William Friedkin (1984)
- I Muppet alla conquista di Broadway (The Muppets Take Manhattan), regia di Frank Oz (1984)
- Cotton Club (The Cotton Club), regia di Francis Ford Coppola (1984)
- Il sole a mezzanotte (White Nights), regia di Taylor Hackford (1985)
- Una perfetta coppia di svitati (Running Scared), regia di Peter Hyams (1986)
- Saigon (Off Limits), regia di Christopher Crowe (1988)
- Tap - Sulle strade di Broadway (Tap), regia di Nick Castle (1989)
- Priorità assoluta (Eve of Destruction), regia di Duncan Gibbins (1991)
- Rabbia ad Harlem (A Rage in Harlem), regia di Bill Duke (1991)
- Mezzo professore tra i marines (Renaissance Man), regia di Penny Marshall (1994)
- Donne (Waiting to Exhale), regia di Forest Whitaker (1995)
- Il tempo dei cani pazzi (Mad Dog Time), regia di Larry Bishop (1996)
- Uno sguardo dal cielo (The Preacher's Wife), regia di Penny Marshall (1996)
- Subway Stories - Cronache metropolitane (Subway Stories), di registi vari (1997)
- Le cose che so di lei (Things You Can Tell Just by Looking at Her), regia di Rodrigo García (2000)
- 20/20 Target Criminale (Once in the Life), regia di Laurence Fishburne (2000)
- Chi ha ucciso i ragazzi di Atlanta? (Who Killed Atlanta's Children?), regia di Charles Robert Carner (2000)
- Bojangles, regia di Joseph Sargent (2001)

### Televisione
- Storie incredibili (Amazing Stories) - serie TV, episodio 1x06 (1985)
- Libertà di reato (Bone N Weasel), regia di Lewis Teague – film TV (1992)
- The Cherokee Kid, regia di Paris Barclay (1996) - film TV
- Will & Grace - serie TV, 8 episodi (1999–2000)

## Doppiatori italiani
Nelle versioni in italiano delle opere in cui ha recitato, Gregory Hines è stato doppiato da:
- Luca Dal Fabbro in La famiglia Stevenson, Law & Order - I due volti della giustizia
- Sergio Di Giulio in La Pazza Storia del Mondo
- Leo Gullotta in Cotton Club
- Claudio De Angelis in Storie incredibili
- Vittorio Stagni in Una perfetta coppia di svitati
- Carlo Marini in Saigon
- Eugenio Marinelli in Mezzo professore tra i marines
- Mino Caprio in Rabbia ad Harlem
- Massimo Rinaldi in Donne
- Michele Kalamera ne Il tempo dei cani pazzi
- Sergio Di Stefano in Uno sguardo dal cielo
- Franco Mannella in Will & Grace
- Edoardo Nordio in 20/20 Target Criminale
- Stefano De Sando in Le cose che so di lei
- Pasquale Anselmo in Chi ha ucciso i ragazzi di Atlanta?